# Ropley
Ropley – wieś w Anglii, w hrabstwie Hampshire, w dystrykcie East Hampshire. Leży 22 km na wschód od miasta Winchester i 82 km na południowy zachód od Londynu. Miejscowość liczy 1526 mieszkańców.